# グトケレド

グトケレド氏族の紋章

グトケレド氏族（Gutkeled）は、11世紀、ハンガリーを祖にする貴族。13世紀から16世紀に渡り、その分家一族は中央ヨーロッパ諸国で絶大なる権力を持った。

## 主な分家
- バートリ家　Báthory
- アドニ　Adonyi
- アパジ　Apagyi
- アチャイ　Atyai
- ディオーセギ　Diószegi
- ドビ　Dobi
- ガチャーイ　Gacsályi
- グティ　Guthi
- クン　Kun
- ペルバールトヒディ　Pelbárthidi
- ロジャーイ　Rozsályi
- セメシ　Szemesi
- マローティ　Maróthy
- ヴァールダイ　Várdai

## グトケレド家の人物
- グトケレド・イシュトヴァーン（Gutkeled István, Stjepan Gutkeled）　スラボニアのバーン　1248年-1260年
- グトケルド・ミクローシュ（Gutkeled Miklós, Nikola Gutkeled）　スラボニアのバーン　1278年-1279年